# 求名駅

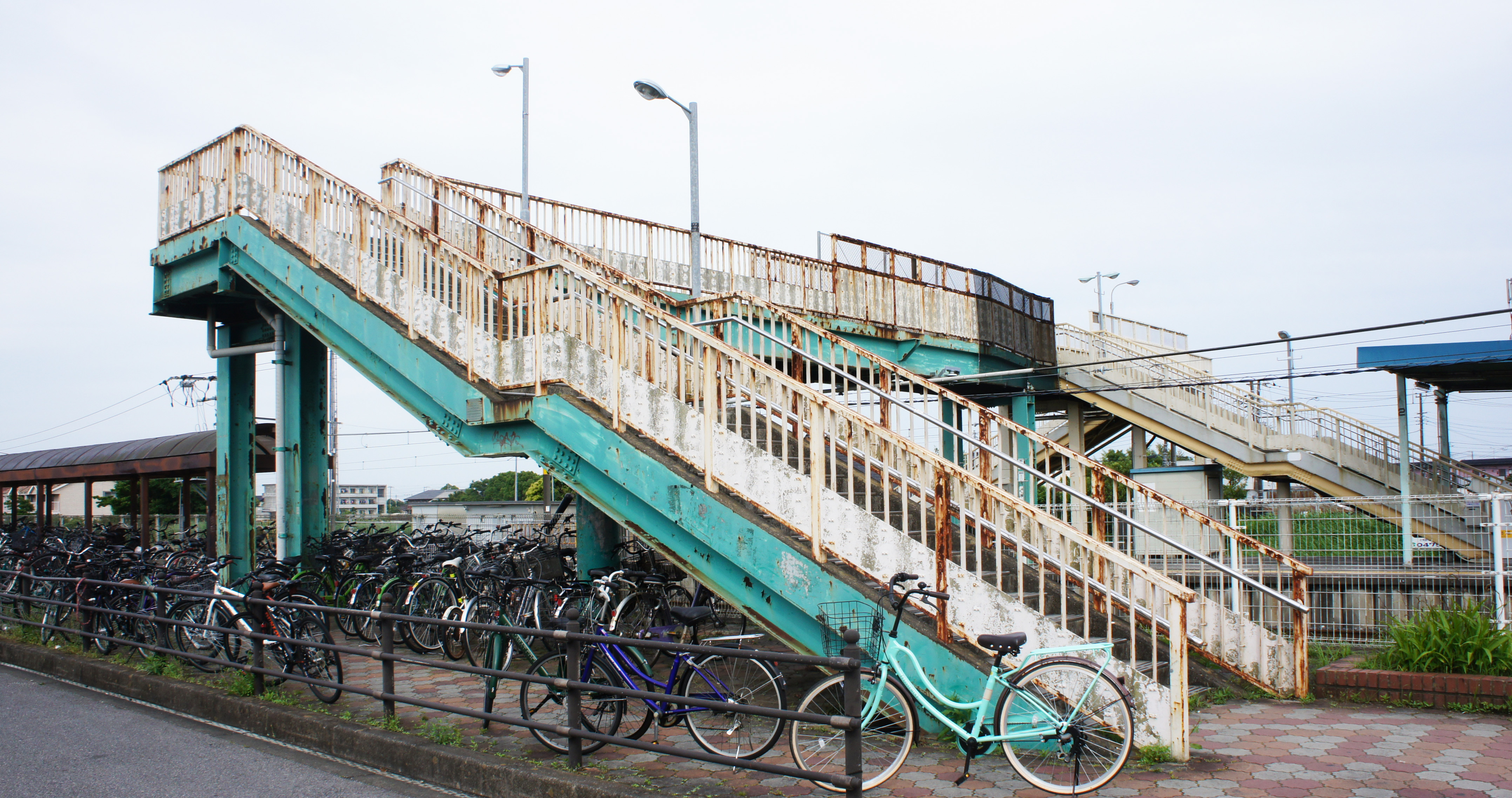
西口（2021年5月）

求名駅（ぐみょうえき）は、千葉県東金市求名にある、東日本旅客鉄道（JR東日本）東金線の駅である。難読駅の一つである。

## 歴史
- 1911年（明治44年）11月1日：鉄道省の駅として開設[1]。旅客・貨物取扱[2]。
- 1962年（昭和37年）10月1日：貨物取扱廃止[2]。
- 1968年（昭和43年）10月1日：荷物扱い廃止[2]。
- 1974年（昭和49年）3月15日：無人駅化[3][4]。
- 1987年（昭和62年）4月1日：国鉄分割民営化に伴い、東日本旅客鉄道（JR東日本）の駅となる[1]。
- 1998年（平成10年）12月：ホームに窓口設置、業務委託駅として有人駅化。
- 2001年（平成13年）11月18日：ICカード「Suica」の利用が可能となる[広報 1]。

## 駅構造
島式ホーム1面2線を有する地上駅。ホーム上に窓口があり、駅員が配置されている。跨線橋とホームの間に簡易Suica改札機が、改札内の小屋に自動券売機が設置されており、改札口を通ってから乗車券を購入することとなる。
東口とホーム上に待合室がある。トイレは東口・西口双方の改札外に設置されており、いずれも男女別の水洗式で、西口のトイレには多機能トイレも設置されている。かつては東口駅前広場に男女共用で汲み取り式の仮設トイレが設置されていたが、東口待合室横に水洗式トイレが整備されたことで撤去された。
元々有人駅であったが、一度は無人駅化された。しかし、城西国際大学が開校したことをきっかけに、茂原統括センター（大網駅）管理のJR千葉鉄道サービス（現・JR東日本ステーションサービス）による業務委託駅となった。なお、早朝・夜間は無人となる。
かつての貨物列車の発着場所は、現在駐車場として使われている。

### のりば

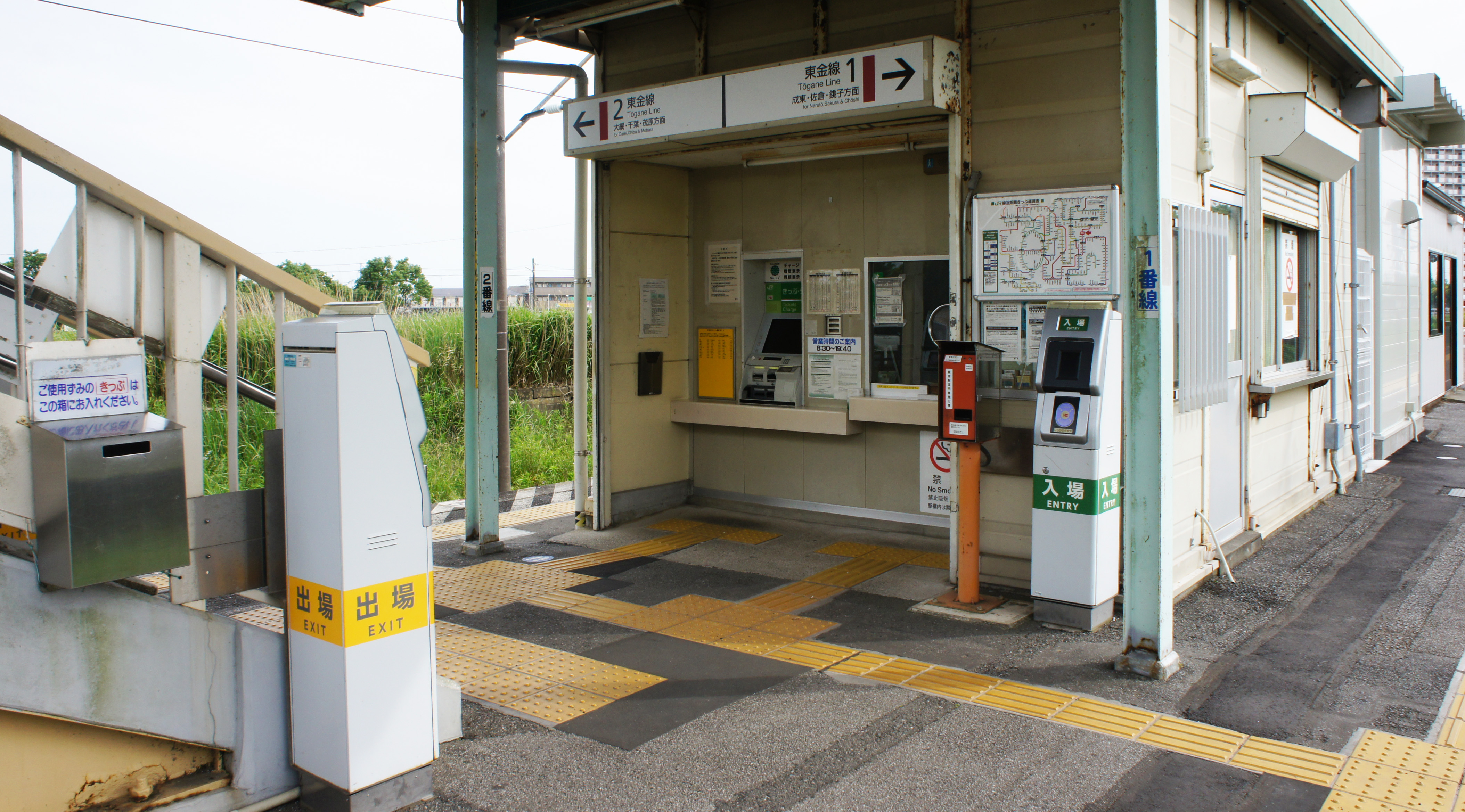
改札口（2021年5月）
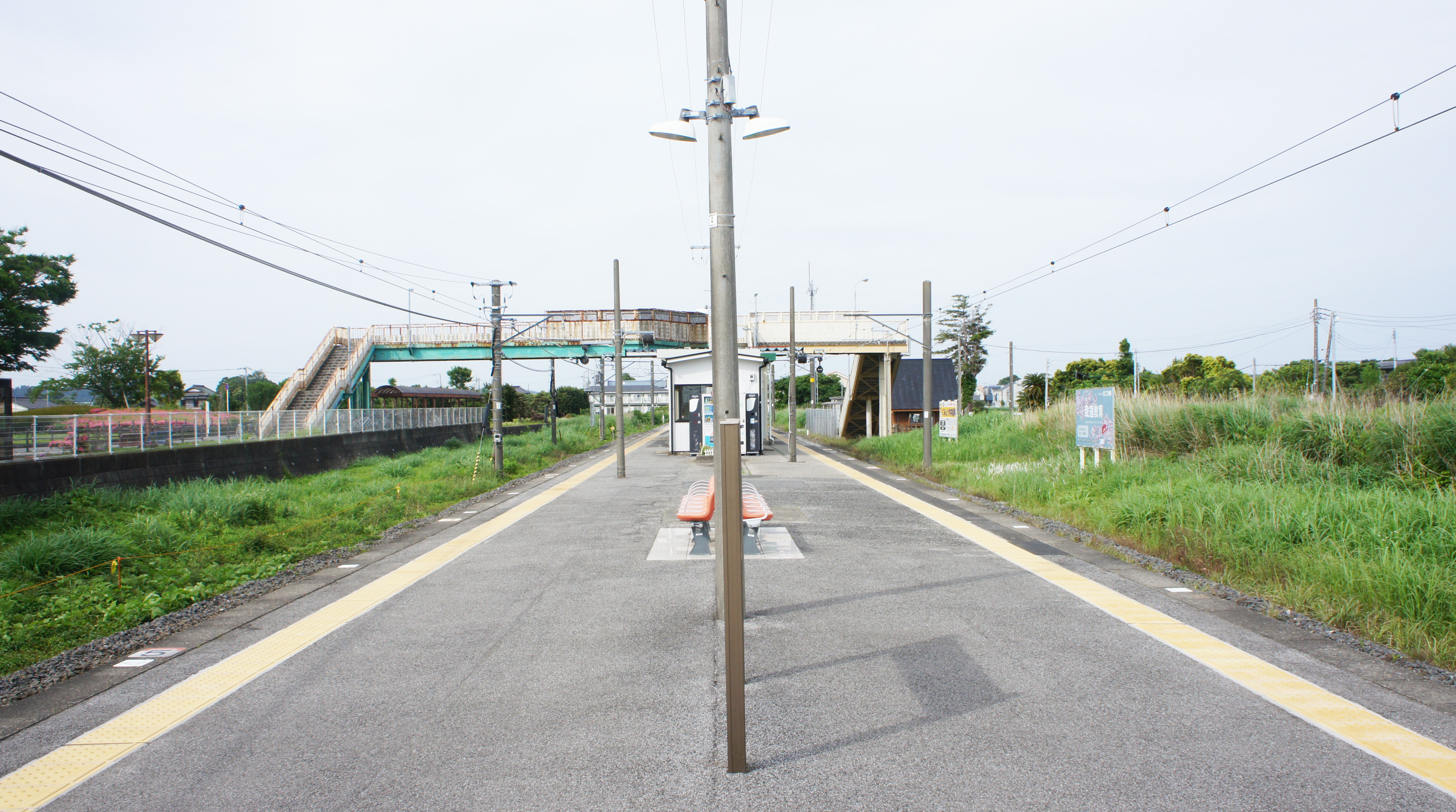
駅ホーム（2021年5月）

| 番線 | 路線    | 方向 | 行先                 |
| ---- | ------- | ---- | -------------------- |
| 1    | ■東金線 | 下り | 成東・佐倉・銚子方面 |
| 2    | ■東金線 | 上り | 大網・千葉・茂原方面 |

（出典：JR東日本:駅構内図）
- ホームは6両編成までに対応する。

- 改札口（2021年5月）
- 駅ホーム（2021年5月）

## 利用状況
2023年度（令和5年度）の1日平均乗車人員は1,853人である。1992年（平成4年）に周辺に城西国際大学東金キャンパスが開校し、当校に通う学生の利用が多い。
JR東日本および千葉県統計年鑑によると、1990年度（平成2年度）以降の1日平均乗車人員の推移は以下の通り。
| 年度               | 1日平均 乗車人員 | 出典     |
| ------------------ | ---------------- | -------- |
| 1990年（平成02年） | 517              | [ * 1 ]  |
| 1991年（平成03年） | 544              | [ * 2 ]  |
| 1992年（平成04年） | 720              | [ * 3 ]  |
| 1993年（平成05年） | 808              | [ * 4 ]  |
| 1994年（平成06年） | 905              | [ * 5 ]  |
| 1995年（平成07年） | 1,051            | [ * 6 ]  |
| 1996年（平成08年） | 1,192            | [ * 7 ]  |
| 1997年（平成09年） | 1,223            | [ * 8 ]  |
| 1998年（平成10年） | 1,390            | [ * 9 ]  |
| 1999年（平成11年） | 1,656            | [ * 10 ] |
| 2000年（平成12年） | 1,713            | [ * 11 ] |
| 2001年（平成13年） | 1,724            | [ * 12 ] |
| 2002年（平成14年） | 1,802            | [ * 13 ] |
| 2003年（平成15年） | 1,833            | [ * 14 ] |
| 2004年（平成16年） | 1,930            | [ * 15 ] |
| 2005年（平成17年） | 1,954            | [ * 16 ] |
| 2006年（平成18年） | 2,028            | [ * 17 ] |
| 2007年（平成19年） | 2,074            | [ * 18 ] |
| 2008年（平成20年） | 2,025            | [ * 19 ] |
| 2009年（平成21年） | 1,915            | [ * 20 ] |
| 2010年（平成22年） | 1,950            | [ * 21 ] |
| 2011年（平成23年） | 1,880            | [ * 22 ] |
| 2012年（平成24年） | 1,952            | [ * 23 ] |
| 2013年（平成25年） | 2,022            | [ * 24 ] |
| 2014年（平成26年） | 2,029            | [ * 25 ] |
| 2015年（平成27年） | 2,174            | [ * 26 ] |
| 2016年（平成28年） | 2,153            | [ * 27 ] |
| 2017年（平成29年） | 2,013            | [ * 28 ] |
| 2018年（平成30年） | 2,013            | [ * 29 ] |
| 2019年（令和元年） | 2,024            | [ * 30 ] |
| 2020年（令和02年） | 903              |          |
| 2021年（令和03年） | 1,308            |          |
| 2022年（令和04年） | 1,725            |          |
| 2023年（令和05年） | 1,853            |          |

## 駅周辺

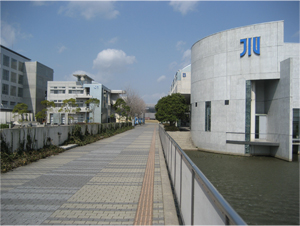
城西国際大学（千葉東金キャンパス）

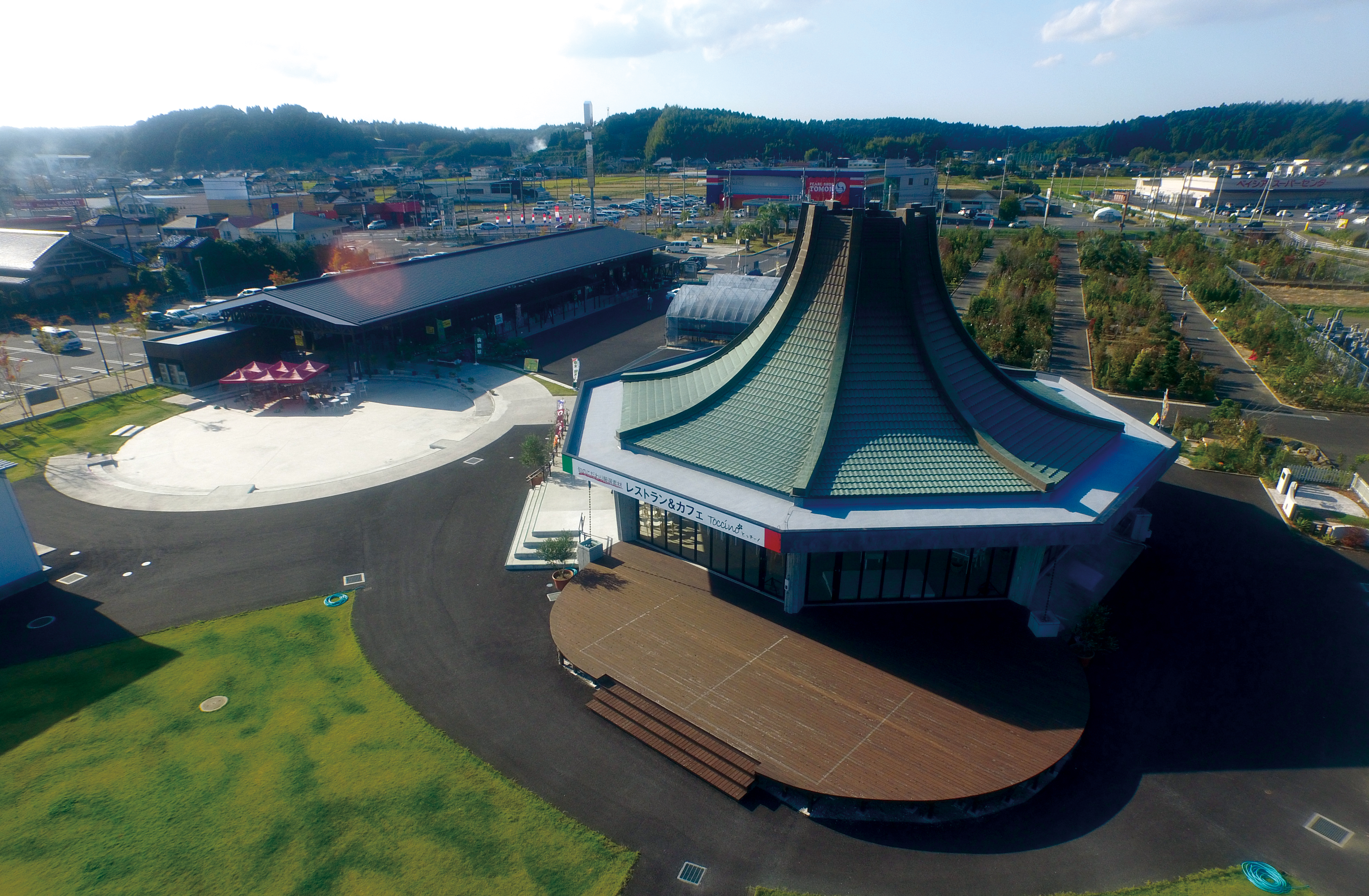
道の駅みのりの郷東金

駅出入口前には駐車場が整備されており、出入口と反対側（西側）は駅前広場となっている。東口駅前から千葉県道124号緑海東金線方面に繋がる千葉県道275号求名停車場線が通り、住宅地のほか田園地帯が広がる。国道126号沿いには商業施設が林立する。
- 城西国際大学千葉東金キャンパス
- 千葉県警察学校
- 千葉学芸高等学校
- 東金市立東中学校
- 東金市立東小学校
- 東金市立第3保育所
- 東金市求名駅前区公民館
- 東金市シルバー人材センター
- 東金植木流通センター
- 道の駅みのりの郷東金
- 求名駅前郵便局
- フードマーケットカスミ田間店
- ベイシア東金店
- トライウェル東金求名店
- 二木ゴルフ東金店

## バス路線
求名駅
- 京成バス千葉イースト
  - フラワーライナー：JR千葉駅行 ※平日1本のみ運行

求名駅入口
- 東金市内循環バス
  - 豊成路線：東金市役所前行 ※平日のみ運行（土曜含み、年末年始除く）

小湊鉄道大網駅→求名駅間深夜バスも求名駅バス停で降車扱いを行う。

## 隣の駅
東日本旅客鉄道（JR東日本）
■東金線
東金駅 - 求名駅 - 成東駅

### 記事本文

##### 広報資料・プレスリリースなど一次資料
1. ↑  “Suicaご利用可能エリアマップ（2001年11月18日当初）” (PDF).   東日本旅客鉄道. 2019年7月27日時点のオリジナルよりアーカイブ。2020年4月30日閲覧。

### 利用状況
1. ↑  千葉県統計年鑑 - 千葉県
2. ↑  東金市統計書 - 東金市

JR東日本の2000年度以降の乗車人員
1. ↑  各駅の乗車人員（2000年度） - JR東日本
2. ↑  各駅の乗車人員（2001年度） - JR東日本
3. ↑  各駅の乗車人員（2002年度） - JR東日本
4. ↑  各駅の乗車人員（2003年度） - JR東日本
5. ↑  各駅の乗車人員（2004年度） - JR東日本
6. ↑  各駅の乗車人員（2005年度） - JR東日本
7. ↑  各駅の乗車人員（2006年度） - JR東日本
8. ↑  各駅の乗車人員（2007年度） - JR東日本
9. ↑  各駅の乗車人員（2008年度） - JR東日本
10. ↑  各駅の乗車人員（2009年度） - JR東日本
11. ↑  各駅の乗車人員（2010年度） - JR東日本
12. ↑  各駅の乗車人員（2011年度） - JR東日本
13. ↑  各駅の乗車人員（2012年度） - JR東日本
14. ↑  各駅の乗車人員（2013年度） - JR東日本
15. ↑  各駅の乗車人員（2014年度） - JR東日本
16. ↑  各駅の乗車人員（2015年度） - JR東日本
17. ↑  各駅の乗車人員（2016年度） - JR東日本
18. ↑  各駅の乗車人員（2017年度） - JR東日本
19. ↑  各駅の乗車人員（2018年度） - JR東日本
20. ↑  各駅の乗車人員（2019年度） - JR東日本
21. ↑  各駅の乗車人員（2020年度） - JR東日本
22. ↑  各駅の乗車人員（2021年度） - JR東日本
23. ↑  各駅の乗車人員（2022年度） - JR東日本
24. ↑  各駅の乗車人員（2023年度） - JR東日本

千葉県統計年鑑
1. ↑  千葉県統計年鑑（平成3年）
2. ↑  千葉県統計年鑑（平成4年）
3. ↑  千葉県統計年鑑（平成5年）
4. ↑  千葉県統計年鑑（平成6年）
5. ↑  千葉県統計年鑑（平成7年）
6. ↑  千葉県統計年鑑（平成8年）
7. ↑  千葉県統計年鑑（平成9年）
8. ↑  千葉県統計年鑑（平成10年）
9. ↑  千葉県統計年鑑（平成11年）
10. ↑  千葉県統計年鑑（平成12年）
11. ↑  千葉県統計年鑑（平成13年）
12. ↑  千葉県統計年鑑（平成14年）
13. ↑  千葉県統計年鑑（平成15年）
14. ↑  千葉県統計年鑑（平成16年）
15. ↑  千葉県統計年鑑（平成17年）
16. ↑  千葉県統計年鑑（平成18年）
17. ↑  千葉県統計年鑑（平成19年）
18. ↑  千葉県統計年鑑（平成20年）
19. ↑  千葉県統計年鑑（平成21年）
20. ↑  千葉県統計年鑑（平成22年）
21. ↑  千葉県統計年鑑（平成23年）
22. ↑  千葉県統計年鑑（平成24年）
23. ↑  千葉県統計年鑑（平成25年）
24. ↑  千葉県統計年鑑（平成26年）
25. ↑  千葉県統計年鑑（平成27年）
26. ↑  千葉県統計年鑑（平成28年）
27. ↑  千葉県統計年鑑（平成29年）
28. ↑  千葉県統計年鑑（平成30年）
29. ↑  千葉県統計年鑑（令和元年）
30. ↑  千葉県統計年鑑（令和2年）